# Mahasz Stream Top 40
A Stream Top 40 listát a Mahasz a Magyarországon hivatalosan elérhető, előfizetéses alapon működő online zenei szolgáltatások (Spotify, Deezer, Apple Music) meghallgatási adatai alapján állította össze 2013 és 2023 között.

## Története
A Stream Top 40-et először 2013 őszén tették közzé és 10 dalt tartalmazott, majd később a 2014. június 23-ai frissítéstől kezdve a Mahasz többi sikerlistájához hasonlóan ez is top 40-es listává bővült. A rangsort az előfizetéses online zenei szolgáltatások üzemeltetői által rendelkezésre bocsátott adatok (egyedi meghallgatások száma) alapján készítették el, a listába pedig kizárólag a Magyarországon hivatalosan elérhető szolgáltatások adatai számítottak bele. Az első évben csak a Deezer és a Google Play adatainak felhasználásával készítették, ám első évfordulója óta a svéd Spotify streaming szolgáltatása is hétről-hétre a Mahasz rendelkezésére bocsátja számait. Az újítás egyben azt eredményezte, hogy a magyar előadók mondhatni kiszorultak a listáról, ugyanis míg a Google Play Music és a Deezer kiemelésekkel, ajánlásokkal népszerűsítették a magyar előadókat, addig a Spotify felülete teljesen nemzetközi volt ezidőben, így nem kedvezett külön a magyaroknak. Ennek okán létrehozták a Magyar Stream Top 10 slágerlistát is, azonban ennek csak a 2014 október 6-dikai változatatát tették közzé, majd meg is szüntették. Ez a trend aztán az évek alatt teljesen megfordult, sokkal nagyobb számban kezdtek a streaming szolgáltatók felhasználói magyar előadókat hallgatni, így 2023-ban már csak a lista alig 10 százaléka állt külföldi zenékből.
2023 júliusában a Mahasz úgy döntött, hogy az eddig a Stream Top 40 listán keresztül közölt magyarországi streaming adatokat a továbbiakban a Single Top 40-ben fogják szerepeltetni. Ennek megfelelően a Stream Top 40 különálló listája megszűnt, és beolvasztották a Single Top 40-be, ahol innentől kezdve egy speciális streamkonverziós módszertan és számítási metódus alkalmazásával vegyítették a dalok értékesítéseit és hallgatási adatait.

## Rekordok

### A legtöbb hétig vezető dalok
22 hét
- Tones and I - Dance Monkey (2019)

20 hét
- Major Lazer & DJ Snake feat. MØ - Lean On (2015)

18 hét
- Luis Fonsi feat. Daddy Yankee - Despacito (2017)

16 hét
- Dynoro & Gigi D'Agostino - In My Mind (2018)

15 hét
- Ed Sheeran - Shape of You (2017)

14 hét
- Sia feat. Sean Paul - Cheap Thrills (2016)
- Mariah Carey - All I Want for Christmas Is You (1994)

13 hét
- Shawn Mendes & Camila Cabello - Señorita (2019)
- Beton.Hofi, Hundred Sins - BAGIRA (2022)

12 hét
- 24kGoldn feat. Iann Dior - Mood (2020)
- Azahriah x Desh - Mind1 (2021)

11 hét
- Camila Cabello feat. Young Thug - Havana (2017)
- Marshmello & Anne-Marie - Friends (2018)
- Saint Jhn - Roses (2019)

10 hét
- Lil Nas X feat. Billy Ray Cyrus - Old Town Road (2018)

### A legtöbb hétig listás dalok
116 hét
- Dzsúdló feat. Lil Frakk – Lej (2019)

108 hét
- Bagossy Brothers Company – Olyan Ő (2019)

90 hét
- Imagine Dragons – Believer (2017)
- The Weeknd – Blinding Lights (2019)

86 hét
- Azahriah x Desh – Mind1 (2021)

82 hét
- Follow the Flow – Nem tudja senki (2018)

73 hét
- Azahriah x Desh  – Rét (2020)

71 hét
- Saint Jhn – Roses (2019)

70 hét
- Ed Sheeran – Shape of You (2017)
- Billie Eilish – bad guy (2019)

66 hét
- Topic feat. A7S - Breaking Me (2019)

65 hét
- Major Lazer & DJ Snake feat. MØ – Lean On (2015)
- VALMAR x Manuel – Éget a nap (2021)

62 hét
- Regard – Ride It (2019)
- Ava Max – Kings & Queens (2020)

### Előadók a legtöbb első helyezést elérő dalok száma szerint
- Azahriah – 8 dallal (Mind1; Okari; Pullup; Várnék; four moods; Introvertált dal; szosziazi; 3korty)
- Justin Bieber – 5 dallal (What Do You Mean?; Sorry; Cold Water; Let Me Love You; Stay)
- David Guetta – 4 dallal (Shot Me Down; Bad; Lovers On The Sun; Dangerous)
- Calvin Harris – 4 dallal (Summer; Blame; Outside; One Kiss)
- Manuel – 4 dallal (Talán; Rossz esték; Zombi; 100 Hiba)
- Ariana Grande – 3 dallal (No Tears Left to Cry; Thank U, Next; 7 Rings)
- Billie Eilish – 3 dallal (bad guy; No Time to Die; Therefore I Am)
- Ed Sheeran – 3 dallal (Shape of You; Perfect; Bad Habits)
- Desh – 3 dallal (Mind1; Kukásautó; Pullup)